# Équipe de Gibraltar espoirs de football
 (novembre 2019).
Si vous disposez d'ouvrages ou d'articles de référence ou si vous connaissez des sites web de qualité traitant du thème abordé ici, merci de compléter l'article en donnant les références utiles à sa vérifiabilité et en les liant à la section « Notes et références ».
Maillots
Actualités
L'équipe de Gibraltar espoirs de football, est une sélection constituée de meilleurs joueurs gibraltariens de moins de 21 ans, elle est contrôlée par la Fédération de Gibraltar de football (Gibraltar Football Association), elle est membre de l'Union des associations européennes de football (UEFA), L'équipe joue ses matchs à domicile au Victoria Stadium.

## Admission à l'UEFA (depuis 2013) et à la FIFA (depuis 2016)
Affilié à l'Fédération internationale de football association (FIFA) en 2013, la GFA n'a pas d'équipe espoirs à ce stade, en décembre 2016, la Fédération de Gibraltar de football annonce la création d'une équipe  U21, pour les Championnats d'Europe de football espoirs et prendra part aux éliminatoires du championnat d'Europe de football espoirs 2019.

### Premiers débuts (2017-2018)
Le premier match officiel de cette équipe fut contre l'Autriche le 8 juin 2017. Le match s'est soldé par une victoire 3-0 des Autrichiens, Le 13 juin 2017, Gibraltar perd trois buts à zéro contre l'Arménie, les espoirs gibraltariens ne parviennent pas à remonter la pente pour les matches de septembre 2017 ils perdent quatre buts à zéro contre la Serbie puis perd trois buts à zéro contre la Russie, s'ensuit avec une nouvelle défaite un but à zéro contre l'Arménie avant d'obtenir sa première victoire face à la Macédoine du Nord grâce à un but de Graeme Torrilla. Les quatre derniers matches se soldent par des défaites (0-6 contre la Serbie, 0-5 contre la Russie, 0-5 contre l'Autriche et 1-6 contre la Macédoine du Bord). La sélection gibraltarienne espoirs finit les éliminatoires bon dernière avec une seule victoire et neuf défaites et avec trente-six buts encaissés contre seulement deux buts inscrits.

### Une équipe modeste (depuis 2019)
Pour les éliminatoires du Championnat d'Europe de football espoirs 2021, les espoirs gibraltariens tombent contre le Portugal, les Pays-Bas, la Norvège, la Biélorussie et Chypre, Gibraltar sort sans aucune victoire et avec huit défaites et sans inscrit et trente-sept buts encaissés dont une défaite un but à zéro contre Chypre, contre le Portugal (0-4 à l'aller, 0-3 au retour), contre la Biélorussie (0-10 à l'extérieur, 0-2 à domicile), contre les Pays-Bas (0-5 à l'extérieur, 0-6 à domicile) et contre la Norvège (0-6), les deux derniers matches retour contre Chypre et la Norvège initialement prévus en novembre 2020 ont été annulés à cause de la pandémie de Covid-19.
Pour les éliminatoires du Championnat d'Europe de football espoirs 2023, Gibraltar tombe face à la Moldavie, le pays de Galles, les Pays-Bas, la Suisse et la Bulgarie, Gibraltar ne parvient pas à surmonter son groupe et finit sa campagne qualificative dernière de son groupe, avec neuf défaites contre un nul à domicile face à la Bulgarie 1-1 avec un but de Dylan Peacock sur pénalty, cela permet à la modeste équipe gibraltarienne d'obtenir un petit point.

## Compétitions

### Qualifications au Championnat d'Europe espoirs
| Phases finales | Phases finales       | Phases finales       | Phases finales       | Phases finales       | Phases finales       | Phases finales       | Phases finales       | En éliminatoires     | En éliminatoires     | En éliminatoires     | En éliminatoires     | En éliminatoires     | En éliminatoires |
| Année          | Joués                | G                    | N                    | D                    | BP                   | BC                   | Joués                | G                    | N                    | D                    | BP                   | BC                   |                  |
| -------------- | -------------------- | -------------------- | -------------------- | -------------------- | -------------------- | -------------------- | -------------------- | -------------------- | -------------------- | -------------------- | -------------------- | -------------------- | ---------------- |
| de 1978 à 2013 | Non membre de l'UEFA | Non membre de l'UEFA | Non membre de l'UEFA | Non membre de l'UEFA | Non membre de l'UEFA | Non membre de l'UEFA | Non membre de l'UEFA | Non membre de l'UEFA | Non membre de l'UEFA | Non membre de l'UEFA | Non membre de l'UEFA | Non membre de l'UEFA |                  |
| 2015           | Inéligible           | Inéligible           | Inéligible           | Inéligible           | Inéligible           | Inéligible           | Inéligible           | Inéligible           | Inéligible           | Inéligible           | Inéligible           | Inéligible           |                  |
| 2017           | Inéligible           | Inéligible           | Inéligible           | Inéligible           | Inéligible           | Inéligible           | Inéligible           | Inéligible           | Inéligible           | Inéligible           | Inéligible           | Inéligible           |                  |
| 2019           | Non qualifiée        | Non qualifiée        | Non qualifiée        | Non qualifiée        | Non qualifiée        | Non qualifiée        | 10                   | 1                    | 0                    | 9                    | 2                    | 36                   |                  |
| 2021           | Non qualifiée        | Non qualifiée        | Non qualifiée        | Non qualifiée        | Non qualifiée        | Non qualifiée        | 8                    | 0                    | 0                    | 8                    | 0                    | 37                   |                  |
| 2023           | Non qualifiée        | Non qualifiée        | Non qualifiée        | Non qualifiée        | Non qualifiée        | Non qualifiée        | 10                   | 0                    | 1                    | 9                    | 1                    | 41                   |                  |
| Total          | 0                    | 0                    | 0                    | 0                    | 0                    | 0                    | 28                   | 1                    | 1                    | 26                   | 3                    | 114                  |                  |

## Joueurs
Cette liste représente les joueurs sélectionnés pour les Éliminatoires du Championnat d'Europe de football espoirs 2023 pour des matches contre les Pays-Bas, la Bulgarie et le Pays de Galles les 7, 11 et 14 juin 2022.
Les joueurs étant nés avant le 1er janvier 2000 sont éligibles.
Les joueurs ayant joué au moins un match officiel avec l'équipe sénior sont indiqués en gras.

## Entraîneurs
| Entraîneur         | Pays | Carrière    | Joués | Gagnés | Nuls | Défaites | Buts marqués | Buts encaissés | % de victoire |
| ------------------ | ---- | ----------- | ----- | ------ | ---- | -------- | ------------ | -------------- | ------------- |
| Aaron Asquez (en)  |      | 2017-2019   | 10    | 1      | 0    | 9        | 2            | 36             | 10.00         |
| David Ochello (en) |      | depuis 2019 | 18    | 0      | 1    | 17       | 1            | 78             | TBD           |

## Personnel

### Staff technique
| Cadre                   | Nom               |
| ----------------------- | ----------------- |
| Entraîneur              | David Ochello     |
| Entraîneur assistant    | Michael Felice    |
| Entraîneur des gardiens | Jordan Perez (en) |
| Physiologue             | Chris Shaw        |
| Médecin                 | Matthew Langtry   |